# Bandeira (Minas Gerais)
Bandeira, amtlich portugiesisch Município de Bandeira, ist eine kleine Gemeinde (Munizip) im brasilianischen Bundesstaat Minas Gerais. Die Bevölkerungszahl wurde zum 1. Juli 2021 auf 4738 Einwohner geschätzt, die Bandeirenser genannt werden und auf einer Gemeindefläche von rund 484 km² leben. Die Entfernung zur Hauptstadt Belo Horizonte beträgt 856 km.

## Namensherkunft
Der Ort ist nach einer Person namens José Bandeira benannt, der an der Mündung eines namenlosen Baches lebte, der nach seinem Tod als  Córrego Bandeira bekannt wurde und wo sich ein erster Ortskern entwickelte.

## Geographie
Umliegende Gemeinden sind Almenara, Jacinto, Jordânia, Mata Verde, Divisópolis und Macarani. Durch das Gemeindegebiet fließen Rio Bandeira und Rio Rubim do Norte.
Das Biom ist Mata Atlântica.

## Geschichte
Das Gebiet unterstand zunächst dem Munizip Almenara. Der Ort erhielt am 30. Dezember 1962 die Stadtrechte und wurde aus Almenara ausgegliedert.
Das Stadtwappen zeigt einen Tamandua (Großer Ameisenbär).

## Ethnische Zusammensetzung
Ethnische Gruppen nach der statistischen Einteilung des IBGE (Stand 2000 mit 5318 Einwohnern, Stand 2010 mit 4987 Einwohnern): Von diesen lebten 2010 2377 Einwohner im städtischen Bereich und 2610 im ländlichen Raum.
| Gruppe      | Anteil 2000 | Anteil 2010 | Anmerkung                        |
| ----------- | ----------- | ----------- | -------------------------------- |
| Brancos     | 1.686       | ▼ 1.367     | Weiße, Nachfahren von Europäern  |
| Pardos      | 3.316       | ▼ 3.191     | Mischrassige, Mulatten, Mestizen |
| Pretos      | 272         | ▲ 405       | Schwarze                         |
| Amarelos    | –           | ▲ 22        | Asiaten                          |
| Indígenas   | –           | ▲ 2         | indigene Bevölkerung             |
| ohne Angabe | 44          | –           |                                  |